# Desmond Trufant
Desmond Trufant (Tacoma, 20 settembre 1990) è un giocatore di football americano statunitense che gioca nel ruolo di cornerback per i New Orleans Saints della National Football League (NFL). Fu scelto nel corso del primo giro (22º assoluto) del Draft NFL 2013 dagli Atlanta Falcons. Al college giocò a football all’Università di Washington.

## Carriera universitaria
Trufant frequentò la University of Washington dal 2009 al 2012. Nella sua ultima stagione fu inserito nella formazione ideale della Pac-12, mentre la squadra squadra si classificò al sedicesimo posto nella nazione (secondo nella Pac-12) nella difesa sui passaggi, concedendo 188,9 yard a partita.

## Carriera professionistica

### Atlanta Falcons
Trufant era considerato uno dei migliori cornerback selezionabili nel Draft NFL 2013 e venne pronosticato come una scelta della seconda metà del primo giro. Il 25 aprile fu scelto come 22º assoluto dagli Atlanta Falcons, decidendo di utilizzare il numero 21 in onore dell'ex cornerback dei Falcons Deion Sanders. Il 24 luglio firmò un contratto quadriennale del valore di 8,16 milioni di dollari, 4,3 milioni dei quali garantiti. Debuttò come professionista partendo come titolare nella gara contro i New Orleans Saints della settimana 1 in cui mise a segno 5 tackle. Nella settimana 7 contro i Tampa Bay Buccaneers forzò il suo primo fumble. Il primo intercetto in carriera lo fece registrare nella settimana 9 ai danni di Cam Newton dei Carolina Panthers.
Nella settimana 15, con i Falcons in vantaggio di un punto a 18 secondi dal termine contro i Washington Redskins, Trufant salvò il risultato deviando il passaggio di Kirk Cousins diretto a Santana Moss nella conversione da due punti che avrebbe dato la vittoria agli avversari. La sua gara terminò con 7 tackle e il secondo intercetto in carriera. La stagione da rookie di Trufant si concluse con 70 tackle, 2 intercetti e un fumble forzato, disputando tutte le 16 gare come titolare.
Nella settimana 4 della stagione 2015, Trufant recuperò un fumble dell'attacco degli Houston Texans, ritornandolo per 24 yard in touchdown. A fine anno fu convocato per il primo Pro Bowl in carriera al posto di Josh Norman, impegnato nel Super Bowl 50.
L'8 aprile 2017, Trufant firmò con i Falcons un rinnovo quinquennale del valore di 68,75 milioni di dollari che lo rese il quarto cornerback più pagato della lega. Nel secondo turno della stagione mise a segno un intercetto su Aaron Rodgers ritornandolo per 15 yard in touchdown, venendo premiato come miglior difensore della NFC della settimana.

### Detroit Lions
Dopo essere stato svincolato dai Falcons, Trufant il 18 marzo 2020 firmò con i Detroit Lions un contratto biennale del valore di 21 milioni di dollari.

### New Orleans Saints
Dopo avere passato la pre-stagione 2021 con i Chicago Bears, nel mese di settembre Trufant firmò con i New Orleans Saints.

## Palmarès

### Franchigia
- National Football Conference Championship: 1

Atlanta Falcons: 2016

### Individuale
- Convocazioni al Pro Bowl: 1

2015
- Difensore della NFC della settimana: 1

2ª del 2017
- PFWA All-Rookie Team - 2013

## Statistiche
| Partite totali      | 48  |
| Partite da titolare | 48  |
| Tackle              | 173 |
| Sack                | 1,0 |
| Intercetti          | 6   |

Statistiche aggiornate alla stagione 2015

## Vita privata
Entrambi i fratelli di Trufant, Marcus e Isaiah, hanno giocato nella NFL.